# Итро (недельная глава)
«Итро» (ивр. יִתְרוֹ‎) — 17-я недельная глава Торы и 5-я глава книги «Шмот». Своё имя, как и все главы, получила по первым значимым словам текста (ва-ишма Итро коxен xа-Мидьян — «И услышал Итро, жрец Мидьяна…»). В состав главы входят стихи (псуким) с 18:1 по 20:23.
Итро (Иофор), тесть Моше, услышав о великих чудесах, которые Бог совершил для народа Израиля, приходит из Мидьяна в стан израильтян вместе с женой Моше и двумя его сыновьями. Итро дает Моше совет установить систему судей и старейшин, чтобы облегчить ему задачу управления народом и судопроизводства (о пребывании Итро в лагере читайте в стихах 18:1-18:27).
Сыны Израиля располагаются лагерем у горы Синай. Бог сообщает им, что он избрал их быть Ему «царством священников» и «святым народом», в ответ на что народ провозглашает: «Все, что Бог сказал, — сделаем!»
В шестой день третьего месяца, через семь недель после Исхода, весь народ Израиля собирается у подножия горы Синай. Бог «спускается» на вершину горы в звуках грома, сверкании молний, столбах дыма и трубных голосах шофара, и велит Моше подняться.
Бог провозглашает Десять заповедей, заповедующих народу Израиля: знать и верить в Бога; не поклоняться идолам; не произносить имя Бога всуе; соблюдать Субботу; почитать родителей; не убивать; не прелюбодействовать; не похищать; не лжесвидетельствовать; не желать чужого имущества. Народ вопиет к Моше о том, что такое раскрытие Божественного для них невыносимо, и чтобы он сам получил Тору и передал её им.

## Дополнительные факты
Глава разделена на семь отрывков (на иврите — алиёт), которые прочитываются в каждый из дней недели, с тем, чтобы в течение недели прочесть всю главу
- В воскресенье читают псуким с 18:1 по 18:12
- В понедельник читают псуким с 18:13 по 18:23
- Во вторник читают псуким с 18:24 по 18:27
- В среду читают псуким с 19:1 по 19: 6
- В четверг читают псуким с 19: 7 по 19:19
- В пятницу читают псуким с 19:20 по 20:14
- В субботу читают псуким с 20:15 по 20:23

В понедельник и четверг во время утренней молитвы в синагогах публично читают отрывки из соответствующей недельной главы. Для главы «Итро» это псуким с 18:1 до 18:12
В субботу, после недельной главы читается дополнительный отрывок афтара — отрывок из книги пророка Исаии, глава 6.